# Rumex acetosella subsp. angiocarpus
Rumex acetosella subsp. angiocarpus é uma subespécie de planta com flor pertencente à família Polygonaceae. 
A autoridade científica da subespécie é (Murb.) Murb., tendo sido publicada em Bot. Not. 1899: 41 (1899).
Os seus nomes comuns são acetosela, azeda-dos-noivos, azeda-dos-ovinos, azeda-mansa, azedinha, azedinhas, erva-azeda ou língua-de-andorinha.

## Portugal
Trata-se de uma subespécie presente no território português, nomeadamente em Portugal Continental, no Arquipélago dos Açores e no Arquipélago da Madeira.
Em termos de naturalidade é nativa das três regiões atrás indicadas.

## Protecção
Não se encontra protegida por legislação portuguesa ou da Comunidade Europeia.